# Billy Bremner
William John Bremner (Stirling, 1942. december 9. – Doncaster, 1997. december 7.) skót válogatott labdarúgó, edző.

## Pályafutása

### Klubcsapatban
Pályafutását a Leeds United csapatában kezdte 1960-ban. Részese volt a klub sikerkorszakának. 1964-ben megnyerték a másodosztályt. 1969-ben és 1974-ben angol bajnoki címet szereztek, 1968-ban és 1971-ben megnyerték a vásárvárosok kupáját. 1972-ben az FA-kupát is megszerezték. 1960 és 1976 között 587 mérkőzésen lépett pályára a Leeds színeiben és 90 gólt szerzett. 1976-ban a Hull City igazolta le, ahol két szezont töltött. 1979 és 1982 között a Doncaster Rovers játékosa volt.

### A válogatottban
1965 és 1976 között 54 alkalommal szerepelt az skót válogatottban és 3 gólt szerzett. Részt vett az 1974-es világbajnokságon.

## Sikerei, díjai
Leeds United
- Angol másodosztályú bajnok (1): 1963–64
- Angol bajnok (2): 1968–69, 1973–74
- Angol kupa (1): 1971–72
- Angol ligakupa (1): 1967–68
- Angol szuperkupa (1): 1969
- Vásárvárosok kupája (1): 1967–68, 1970–71

Egyéni
- Az év labdarúgója (FWA) (1): 1970